# Epilipoksin
Epilipoxini su 5R-epimeri lipoksina. Ovi neklasični eikozanoidi se formiraju in vivo, u prisustvu aspirina. Oni imaju kontraregulatornu ulogu u inflamaciji, te služe kao stop signal.